# Martine Lavaud
Martine Lavaud est universitaire (professeur des universités à l'université d'Artois) (auparavant et jusqu'en 2019 maître de conférences à Paris IV Sorbonne) et spécialiste de l’histoire du romantisme (et notamment de Théophile Gautier). Ses recherches les plus récentes portent en outre sur les interactions entre littérature et photographie (industrie photographique et iconographie de la Commune, portrait d’écrivain), littérature et médias, littérature et sciences (littérature et médecine, archéologie, sciences naturelles et physiques, mathématiques, littérature féminine / sciences masculines).

## Biographie
Agrégée de Lettres modernes et Docteur ès Lettres de l’université Sorbonne Nouvelle - Paris 3 (Théophile Gautier, militant du romantisme, dir. Philippe Berthier, mention « félicitations du jury à l’unanimité »), Martine Lavaud s’est d’abord intéressée au romantisme français via l’œuvre de Théophile Gautier. Dans sa thèse, publiée en 2001 chez Champion, elle a ainsi prolongé et nuancé le propos de René Jasinski qui tend à limiter l’activisme romantique de Gautier aux années antérieures à 1838, pour montrer de quelle façon il se déploie, ultérieurement, de façon diffuse, et notamment grâce à une forme de pédagogie journalistique et de culture du mécénat. La défense par Gautier de l’autonomie de l’art recouvre ainsi une conviction sous-jacente : l’utilité sociale du Beau envisagé dans sa participation au bonheur collectif.
La réflexion de Martine Lavaud sur la façon dont Gautier envisage le statut de l’artiste dans un monde voué au culte de l’utile lui a servi de tremplin pour examiner plus généralement la façon dont l’écrivain négocie sa place économique et symbolique dans une société de plus en plus industrielle et médiatique. Elle a ainsi orienté ses dernières recherches sur les rapports entre littérature et journalisme, sur la représentation photographique de l’écrivain, et sur les rapports entre littérature et sciences, notamment pendant la IIIe République (sexuation des territoires intellectuels des sciences et des lettres, rivalités ou échanges…).
Après avoir été membre du Centre de Recherches « R.I.R.R.A. 21 » de Montpellier III jusqu’en 2009, elle est désormais membre de l’équipe d’accueil du CELLF (Centre d’études de la langue et des littératures françaises) de l'université Paris IV-Sorbonne, et co-responsable de l’axe « littérature et image ». De décembre 2005 à décembre 2013, Martine Lavaud a été responsable de publication de la revue Théophile Gautier. 
Depuis 2009, elle dirige le Master 1 « Métiers de l’édition et de l’audiovisuel ». Depuis 2014, elle est également membre élue du Conseil de l'UFR de littérature française et comparée de Paris IV, et, en tant que responsable de la liste QSF (Qualité de la science française / http://www.qsf.fr), membre élue du Conseil National des Universités depuis novembre 2015.

## Choix de publications
Martine Lavaud est l’auteur d’un ouvrage sur Gautier, et prépare un essai sur les rapports entre sciences et littérature. Elle a dirigé ou codirigé 8 volumes collectifs, édité 3 romans de Gautier pour Gallimard (« Folio »). Elle est également l’auteur d’une soixantaine d’articles, dont 32 sont consacrés à la littérature romantique et à Théophile Gautier, 12 aux rapports entre science et littérature, 17 aux rapports entre littérature et photographie, l’approche journalistique pouvant traverser ces divers champs.
- "Envisager l’histoire littéraire : Pour une épistémologie du portrait photographique d’écrivain", Contextes, n°14, 2014 (https://contextes.revues.org/5925).
- "Le portrait photographique d’écrivain, vu de profil et de face", in "Le portrait photographique d’écrivain", Jean-Pierre Bertrand, Pascal Durand, Martine Lavaud (dir.), Contextes, n°14, 2014 (https://contextes.revues.org/5904)
- "Gisèle Freund, portraitiste d’écrivain", Plaisance, rivista di lingua e letteratura francese moderne e contemporanea, Roma, N°24, 2012, p. 33-46
- "Théophile Gautier en 2011 : deux cents ans d’idées reçues", "CANOPé", 2011 (https://www.reseau-canope.fr/presence-litterature/dossiers-auteurs/gautier/theophile-gautier-en-2011-deux-cents-ans-didees-recues.html)
- "Envers du décor et contre-mythes : la vie parisienne pendant la Commune", Société des études romantiques, 2008 (http://etudes-romantiques.ish-lyon.cnrs.fr/wa_files/Lavaud.pdf)
- "Littérature féminine et science virile : sur la constitution des territoires intellectuels au XIXe siècle", in Le genre des territoires, dir. Christine Bard, Presses Universitaires de Rennes, 2004, p. 175-197.
- Théophile Gautier, Fortunio, Partie carrée, Spirite, éd. de Martine Lavaud, Gallimard, coll. "Folio classiques", 2013, 832 p. (http://www.gallimard.fr/Catalogue/GALLIMARD/Folio/Folio-classique/Fortunio-Partie-carree-Spirite)
- Théophile Gautier et le Second Empire, Anne Geisler et Martine Lavaud (dir), YB éditions, « Essais », 2012.
- Théophile Gautier, une écriture paradoxale de l'histoire, Martine Lavaud et Corinne Saminadayar (dir), Revue Théophile Gautier, n° 34, 2012.
- L'Atelier du canard. Anti-manuel à l'usage des apprentis journalistes (et des autres), Lucie Editions, 2010.
- La Plume et la pierre : l’écrivain et le modèle archéologique au XIXe siècle, M.Lavaud (dir.), YB éd., coll. « Essais / littérature », 2008.
- L’Interview d’écrivain, M. Lavaud et M.E. Thérenty (dir.), Lieux littéraires / La Revue, 9-10, 2004.
- Théophile Gautier, militant du romantisme, Champion, « Romantisme et modernités », 2001, 638 p.